# 刘汉明
刘汉明（1952年9月—），男，河北人，中华人民共和国外交官，曾任中华人民共和国驻安提瓜和巴布达特命全权大使。

## 生平
1973年，进入中华人民共和国外交部工作，先后在外交部总务司、驻西萨摩亚大使馆、外交部财务司、驻新加坡大使馆任职。1999年，任外交部财务司副司长。2003年，任常驻联合国代表团公使衔参赞。2008年，升任常驻联合国代表团公使。2010年8月，出任中华人民共和国驻安提瓜和巴布达大使。2013年3月，自驻安提瓜和巴布达大使离任。

## 家庭
已婚，有一子。